# Landshut járás
Landshut járás egy járás Bajorországban. Landshut járás Dingolfing-Landau, Rottal-Inn, Straubing-Bogen, Kelheim, Landshut, Freising, Erding, Mühldorf am Inn, Regensburg, Dingolfing, Vilsbiburg, Mainburg, Rottenburg és Mallersdorf járásokkal határos. Lakosainak száma 115 644 fő (1987. május 25.).

## A települései
|  | Adminisztratív együttmükosések (Verwaltungsgemeinschaften) 1. Altfraunhofen (Altfraunhofen és Baierbach) 2. Ergoldsbach (Ergoldsbach és Bayerbach b.Ergoldsbach) 3. Furth (Furth, Obersüßbach és Weihmichl) 4. Gerzen (Aham, Gerzen, Kröning és Schalkham) 5. Velden (Vils) (Velden, Neufraunhofen és Wurmsham) 6. Wörth a.d.Isar (Postau, Weng és Wörth a.d.Isar) |

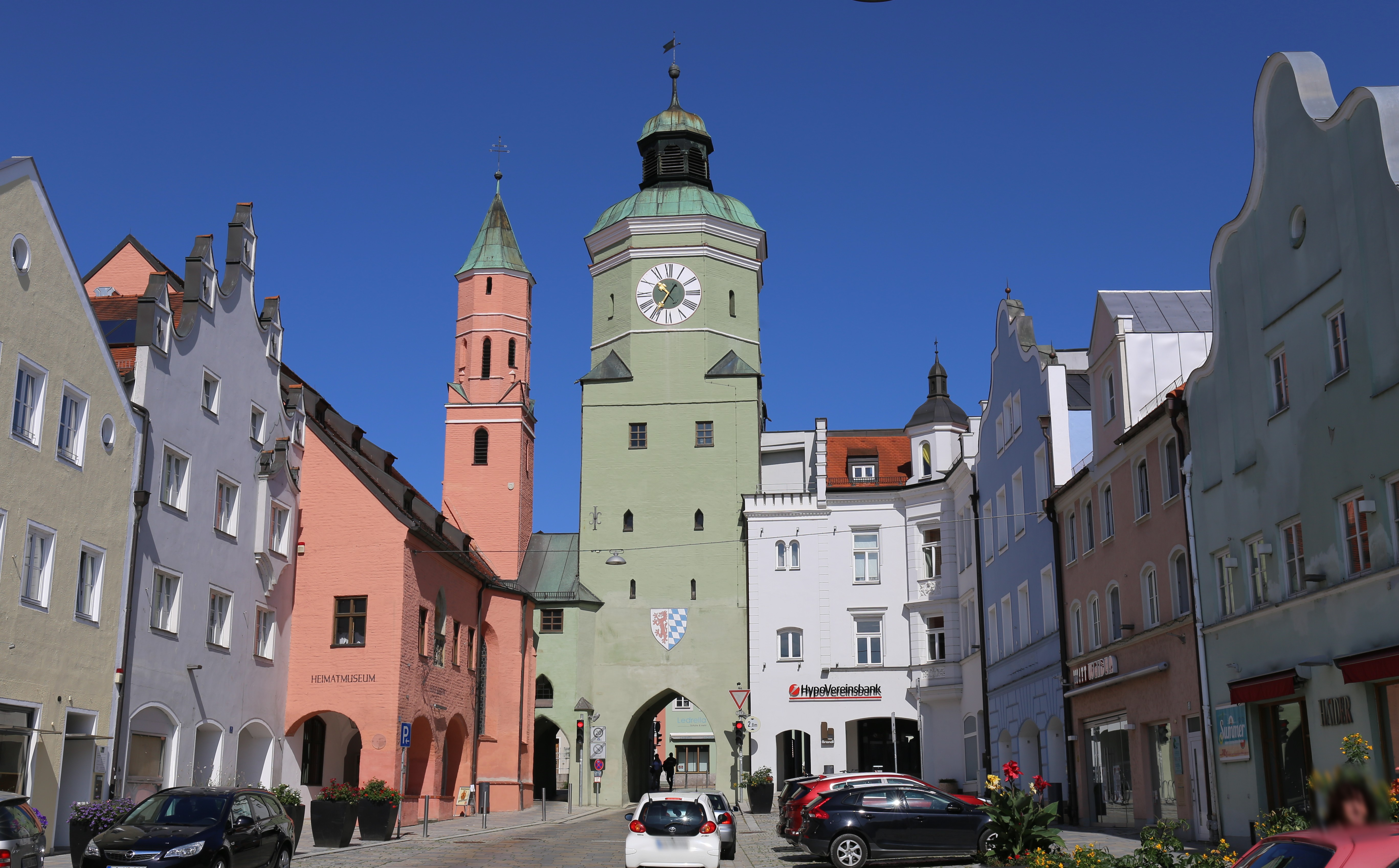
Vilsbiburg
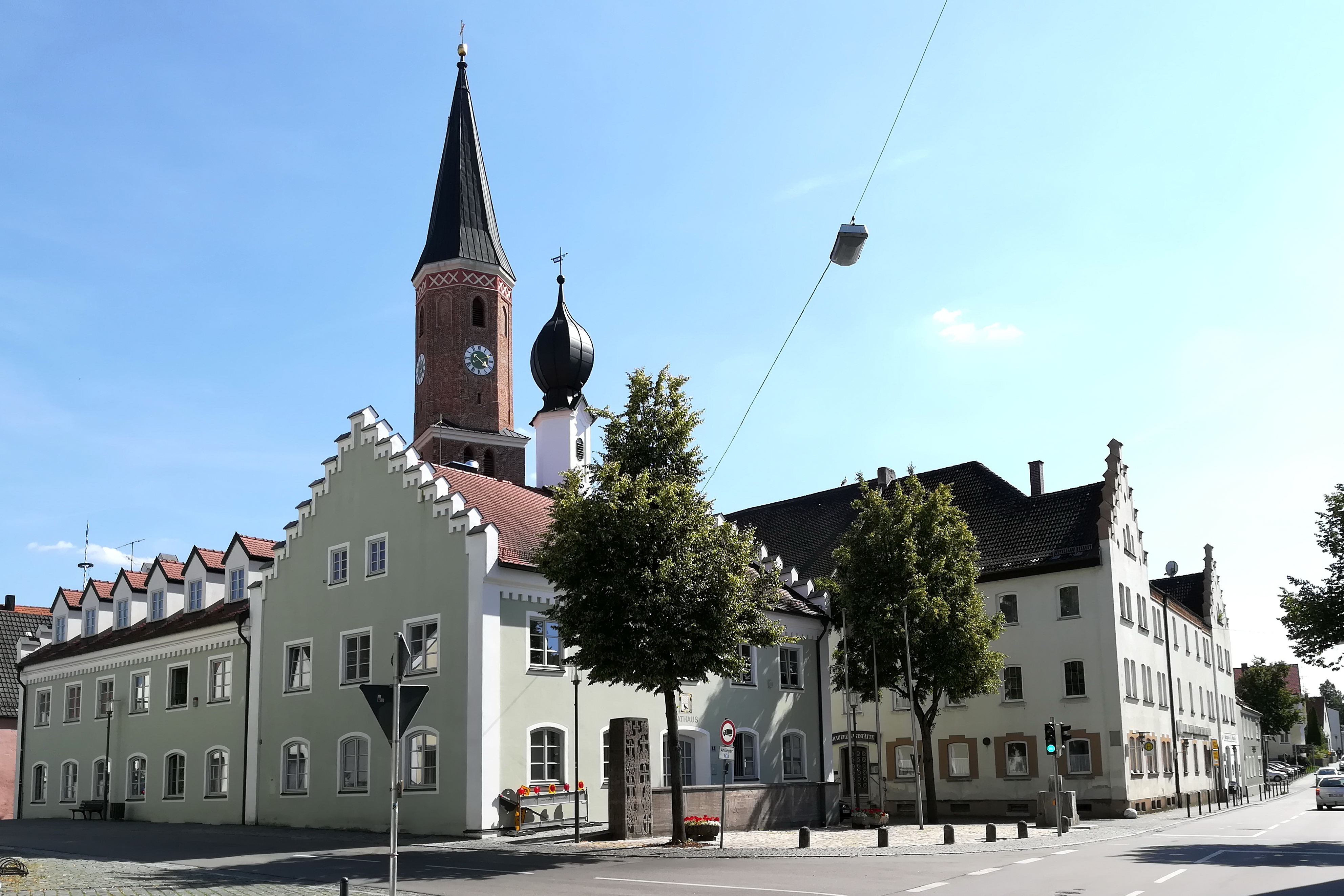
Pfeffenhausen
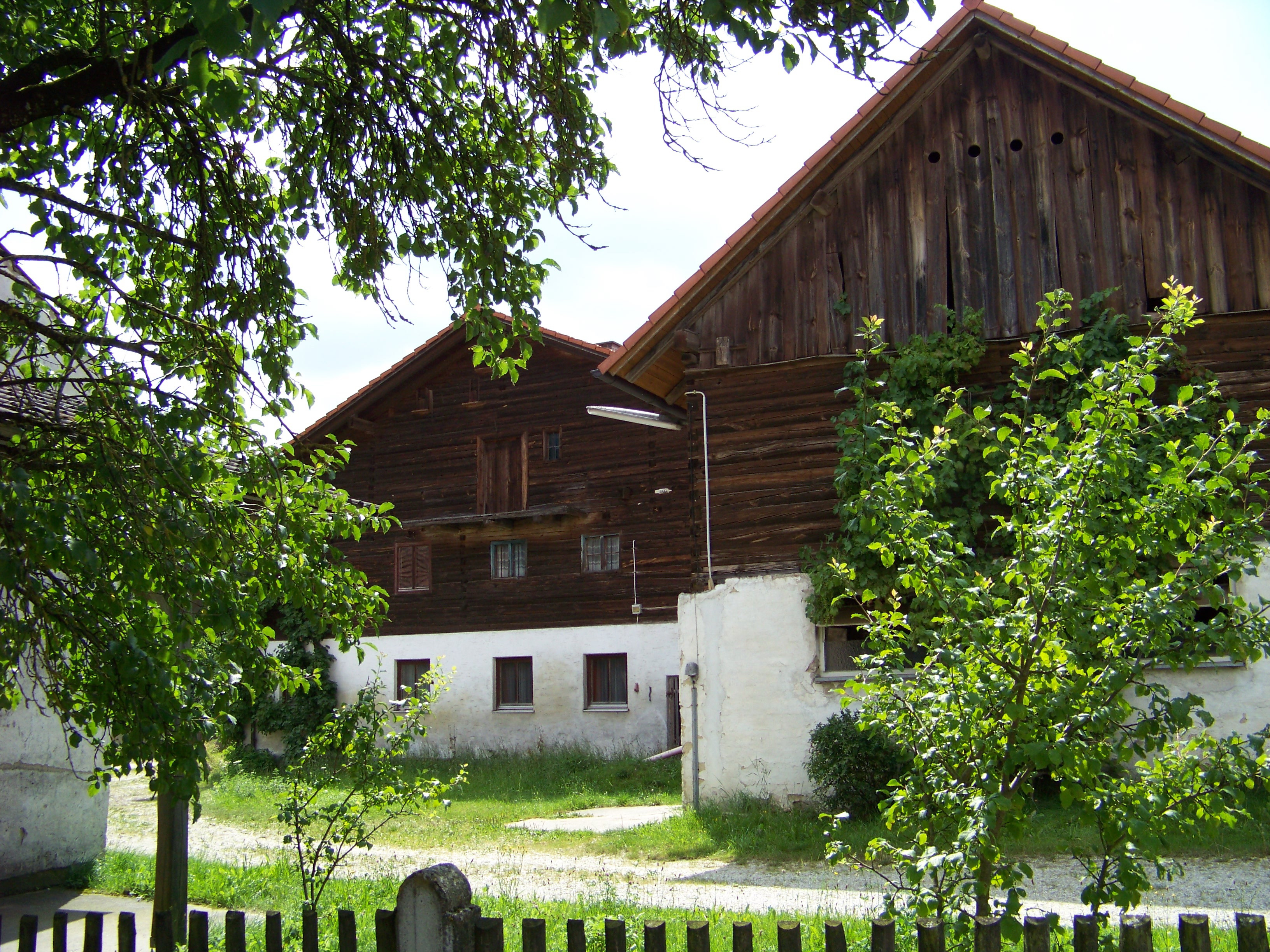
Kröning-Bödldorf
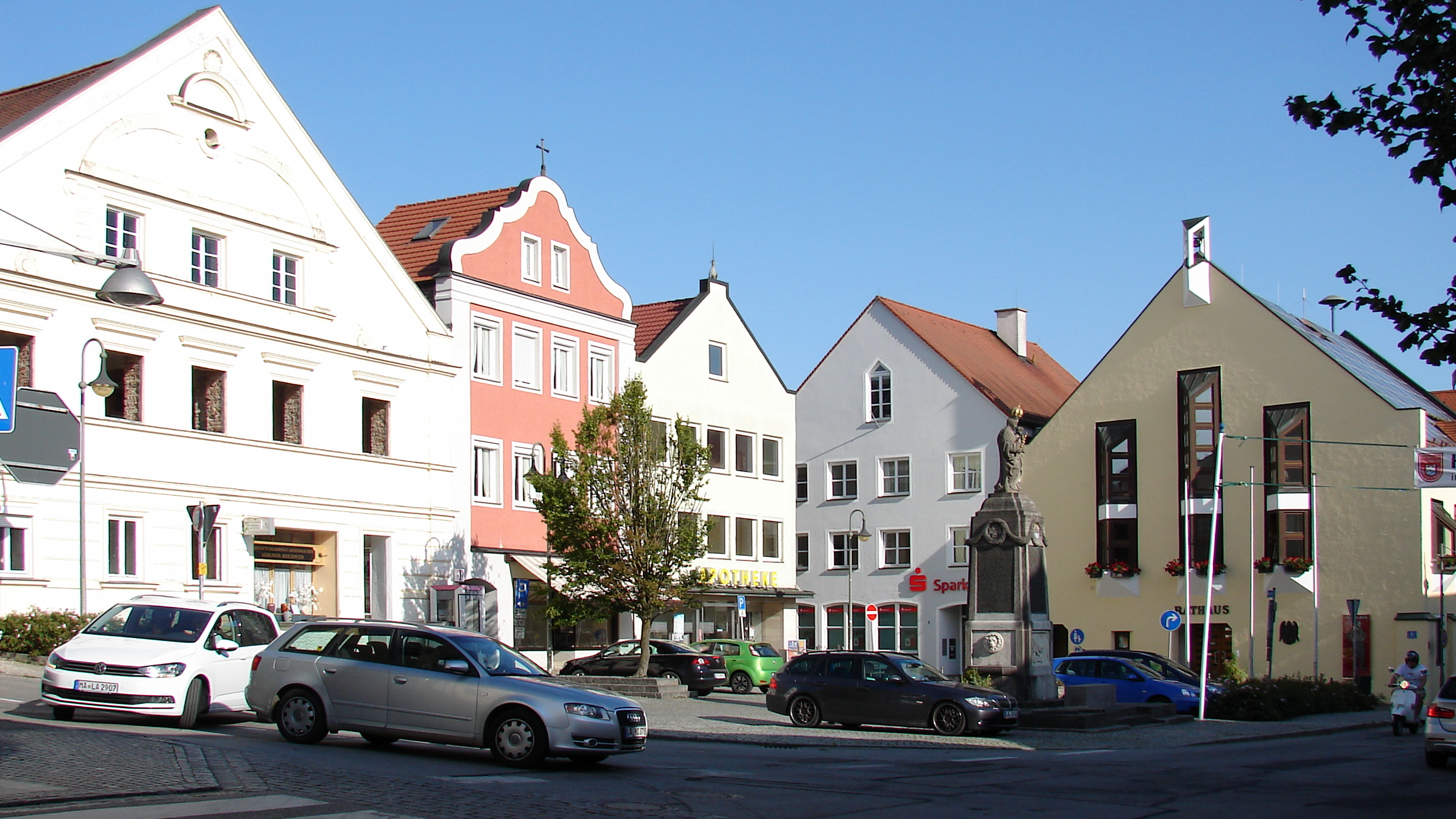
Geisenhausen
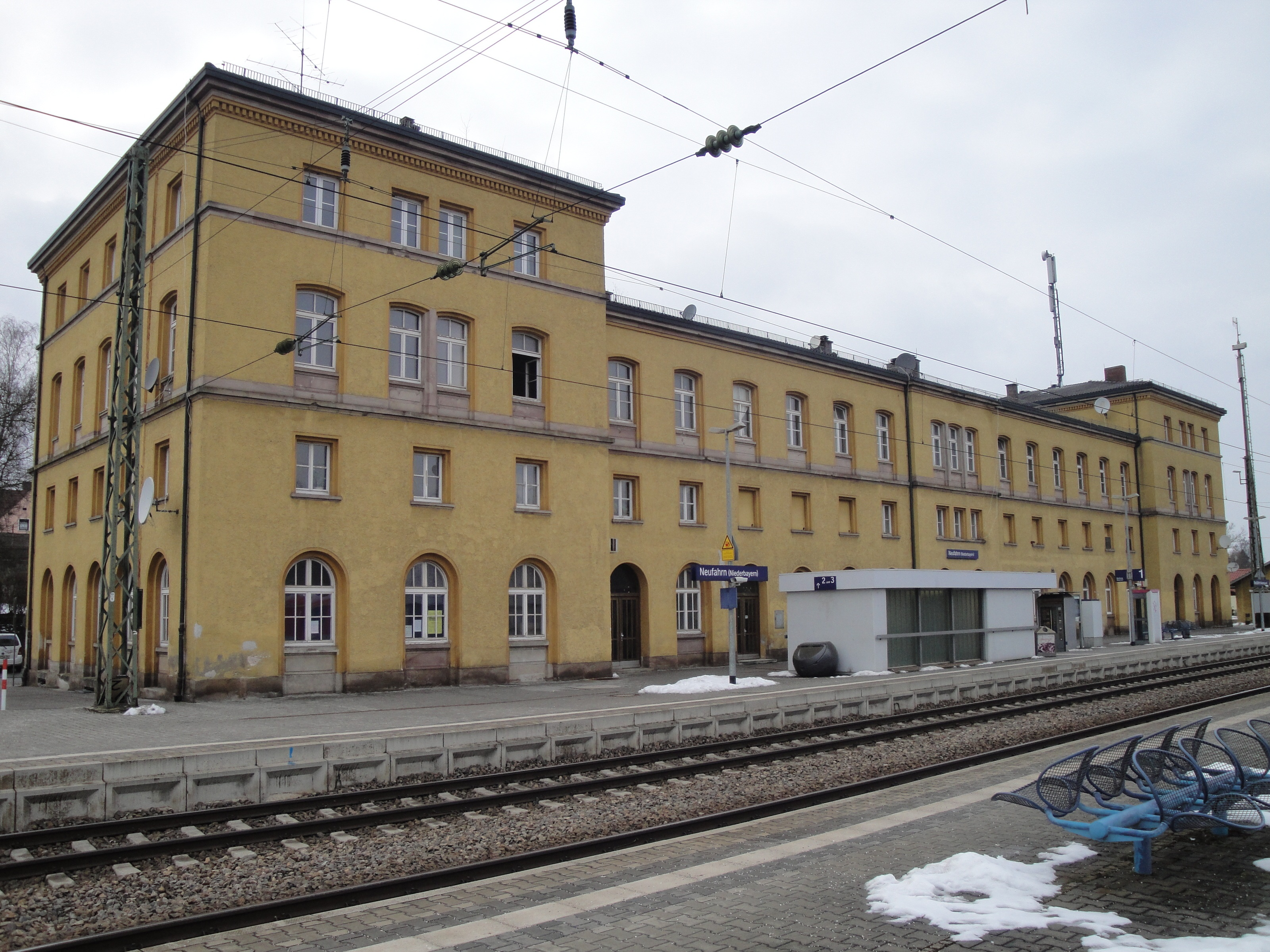
Neufahrn in Niederbayern
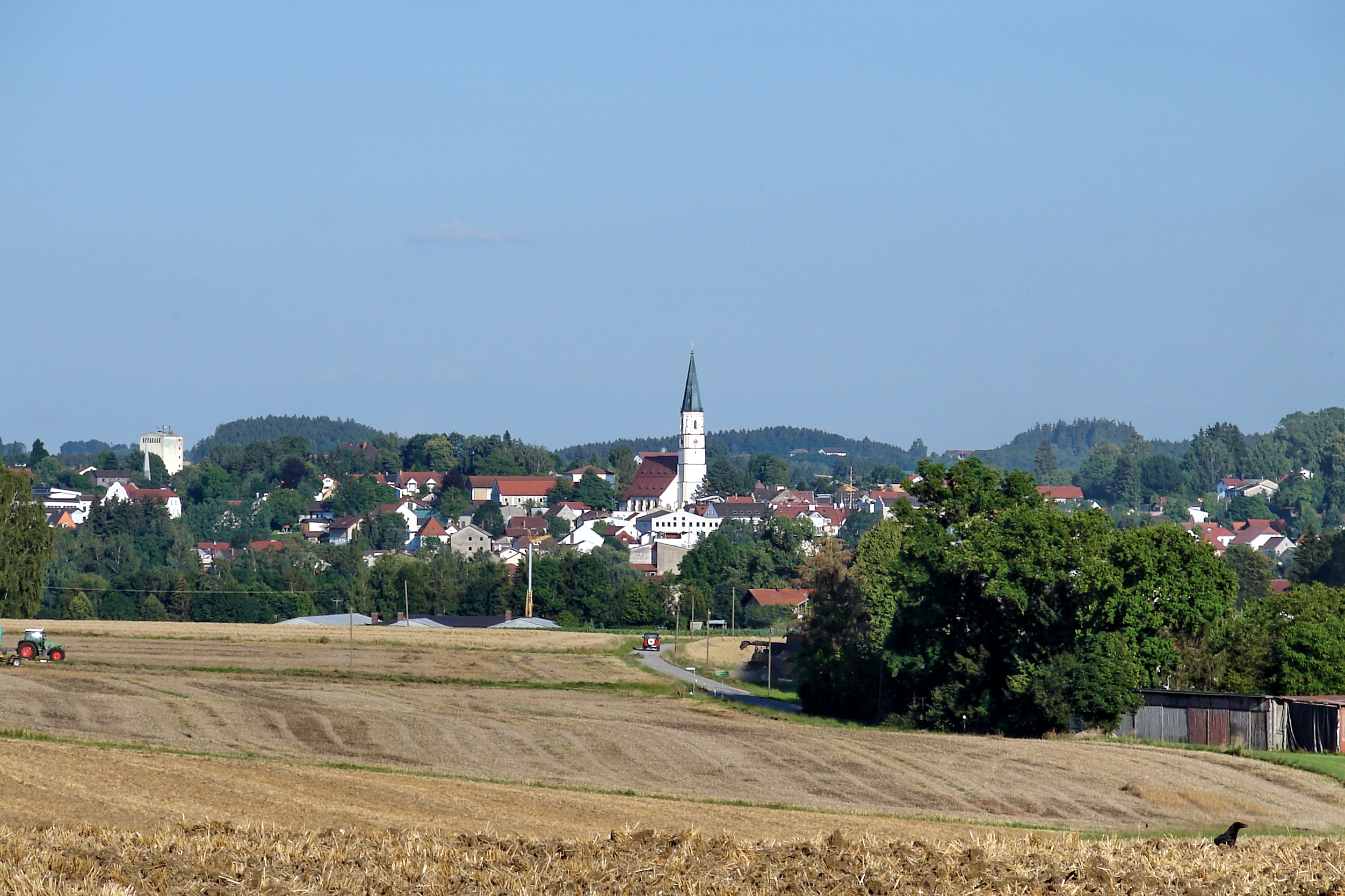
Velden (Vils)

## Népesség
A járás népessége az elmúlt években az alábbi módon változott:
| Lakosok száma | 25 608 | 28 527 | 31 439 | 40 863 | 97 408 | 96 540 | 148 862 | 151 819 | 155 442 | 157 239 |
|               | 1871   | 1885   | 1925   | 1950   | 1973   | 1978   | 2012    | 2014    | 2016    | 2017    |